# Cephalodella akrobeles
Cephalodella akrobeles är en hjuldjursart som beskrevs av Myers 1934. Cephalodella akrobeles ingår i släktet Cephalodella och familjen Notommatidae. Inga underarter finns listade i Catalogue of Life.